# Podogymnura truei
Espèce
Statut de conservation UICN

 LC  : Préoccupation mineure
Podogymnura truei ou Gymnure de Mindanao est une espèce de mammifères insectivores terrestre de la famille des Erinaceidae. C'est une espèce endémique de l'ile de Mindanao, aux Philippines.

## Description de l'espèce
C'est une sorte de hérissons sans piquants, comme tous les gymnures, qui ressemble un peu à une musaraigne.
Ce sont des animaux terrestres de taille moyenne, d'une longueur de 13 à 15 cm. La queue fait environ 1/3 du corps et mesure de 4 à 7 cm. Ils pèsent de 150 à 175 g. Ils sont gris sur le dos, avec quelques poils bruns plus durs mêlés à leur fourrure faite de poils longs, épais et doux. Sur le ventre la fourrure est moins dense, mêlée de blanc et de brun. La queue, moins poilue, est de couleur beige violacée. Les pattes sont dénudées et laissent voir une peau rosée et les membres postérieurs mesurent de 3,1 à 3,7 cm. Leur museau porte de longues vibrisses.
L'espèce se différencie de sa voisine, Podogymnura aureospinula, par l'absence de ligne dorsale brune mouchetée de noir
Il n'y a apparemment pas de dimorphisme sexuel.

## Répartition et habitat

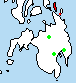
Répartition, sur l'île de Mindanao et les îles voisines,
aux Philippines (à confirmer) :
P. aureospinula
P. truei

Podogymnura truei fréquente sans doute plus abondamment les zones montagneuses de l'ile de Mindanao, aux Philippines. L'espèce y vit entre 1 300 m et 2 900 m d'altitude. On la rencontre dans les provinces de Bukidnon, Davao du Nord et Davao du Sud, du mont Apo aux montagnes centrales de Mindanao, y compris le mont Kitanglad et dans les montagnes du sud de l'ile, dans la province de Davao du Sud. On ignore si de plus rares individus vivent aussi l'est de l'ile.
Podogymnura truei, abondant sur le mont Apo, est l'un des petits mammifères les plus courants du mont Kalatungan à cette altitude. Par chance pour ce gymnure, contrairement à Podogymnura aureospinula, son habitat n'a pas été détruit par la déforestation commerciale de la forêt, peu exploitée en montagne. En 2008, 80 % de son habitat était encore préservé.
Cette espèce fréquente le même biotopes que les musaraignes. Podogymnura truei préfère les zones humides et les abords des points d'eau. Les populations sont présentes dans la forêt primaire et montagneuse, entre 1 300 et 2 000 m mais surtout en altitude, jusqu'à 2.900 mètres.

## Comportement
Les individus se faufilent entre les enchevêtrements de racines et de branches couvertes de mousse épaisse, parmi les fougères ou l'herbe des berges des ruisseaux et des lacs. On les trouve aussi dans les vallées rocailleuses plantées de fougères denses ou cachées dans les souches creuses.
Leurs longues vibrisses leur permettent d'avoir une bonne perception tactile. On suppose que les individus communiquent aussi entre eux, comme beaucoup d'autres petits mammifères, par l'odorat.
Ils se nourrissent principalement d'insectes, de vers et de charognes, avec occasionnellement un apport herbivore.

## Rôle écologique
Podogymnura truei joue un rôle important dans le contrôle des populations d'insectes forestiers pour l'écosystème de l'ile de Mindanao.

## Statut de conservation
Déclarée vulnérable depuis 1986, puis en danger en 1996, l'espèce semble dorénavant stable dans son habitat. Elle a été déclarée hors de danger en 2008 par l'Union internationale pour la conservation de la nature (UICN).